# Rockport (hrabstwo Essex)
Rockport – jednostka osadnicza w Stanach Zjednoczonych, w stanie Massachusetts, w hrabstwie Essex.